# 1211 Avenue of the Americas
1211 Avenue of the Americas, offiziell auch News Corporation Building und früher Celanese Building genannt, ist ein Wolkenkratzer in Manhattan in New York City. Der Büroturm ist als sogenanntes „Z“-Gebäude Teil der „XYZ Buildings“, die in den 1960er und 1970er Jahren als Westerweiterung des Rockefeller Centers errichtet wurden. Er ist der Hauptsitz der Fox Corporation.

## Beschreibung
Der Wolkenkratzer steht auf der Westseite der Avenue of the Americas, die auch als Sixth Avenue bezeichnet wird, zwischen der West 47th und 48th Street in Midtown Manhattan. Benachbarte Wolkenkratzer sind nördlich 1221 Avenue of the Americas („Y“-Gebäude) und 1251 Avenue of the Americas („X“-Gebäude), die ebenfalls zum Rockefeller Center gehören. Ein südlicher Nachbar ist der Americas Tower (211 m). Östlich schräg gegenüber befindet sich das 259 m hohe Comcast Building (30 Rockefeller Plaza) mit der bekannten Aussichtsplattform Top of the Rock und nördlich davon die Radio City Music Hall.
Der Büroturm war früher der Hauptsitz des Chemieunternehmens Celanese und ist nach diesem benannt worden. Nach dessen Auszug wird er, mit einem Schriftzug über dem Haupteingang verdeutlicht, als News Corporation Building bezeichnet. Der Baubeginn des Gebäudes war 1971, die Fertigstellung erfolgte 1973. Der Turm hat eine Höhe von 180,4 Meter (592 Fuß) und besitzt 44 Etagen, die zum größten Teil mit Büros belegt sind. Die schmucklose Fassade besteht aus vertikalen, abwechselnden Kalkstein- und Glasstreifen. Die moderne Lobby ist mit grünem Marmor, Mahagoni-Paneelen und Terrazzoböden versehen. Ein siebengeschossiger Sockel umschließt den westlichen Teil des Wolkenkratzers. Durch diesen führt eine Fußgängerpassage von der 47th zur 48th Street. Ähnlich den beiden XY-Gebäuden steht der Turm außer einem dreigeschossigen Vorbau an der Ecke 47th Street/Sixth Avenue mit zirka 20 m etwas zurückgesetzt von der Sixth Avenue. Der davor liegende Platz wird als Fox Square bezeichnet.
Das Bürogebäude wurde 2013 von Ivanhoe Cambridge für etwa 1,7 Milliarden US-Dollar übernommen und wird derzeit von Cushman & Wakefield verwaltet. Mieter sind unter anderem das Medienunternehmen Fox Corporation und der Verlag News Corp., die hier ihren Hauptsitz haben und deren Mietverträge man 2022 bis 2042 verlängerte. Zu News Corp gehören Dow Jones & Company, The Wall Street Journal und New York Post. Der Eigentümer plant ab Ende 2023 eine Modernisierung der Lobby in der 6th Avenue, der Außenbereiche und Gebäudeeingänge sowie die Schaffung einer neuen Mieterlobby, die von der 47th Street aus zugänglich ist. Gegenüber dem Gebäude in der 47th Street befinden sich Zugänge zur Station 47-50 Rockefeller Center der New York City Subway, wo die Linien  verkehren.
In der Nachhaltigkeit erhielt der Wolkenkratzer im Jahr 2019 von der U.S. Green Building Council die LEEDv3 Gold-Zertifizierung.

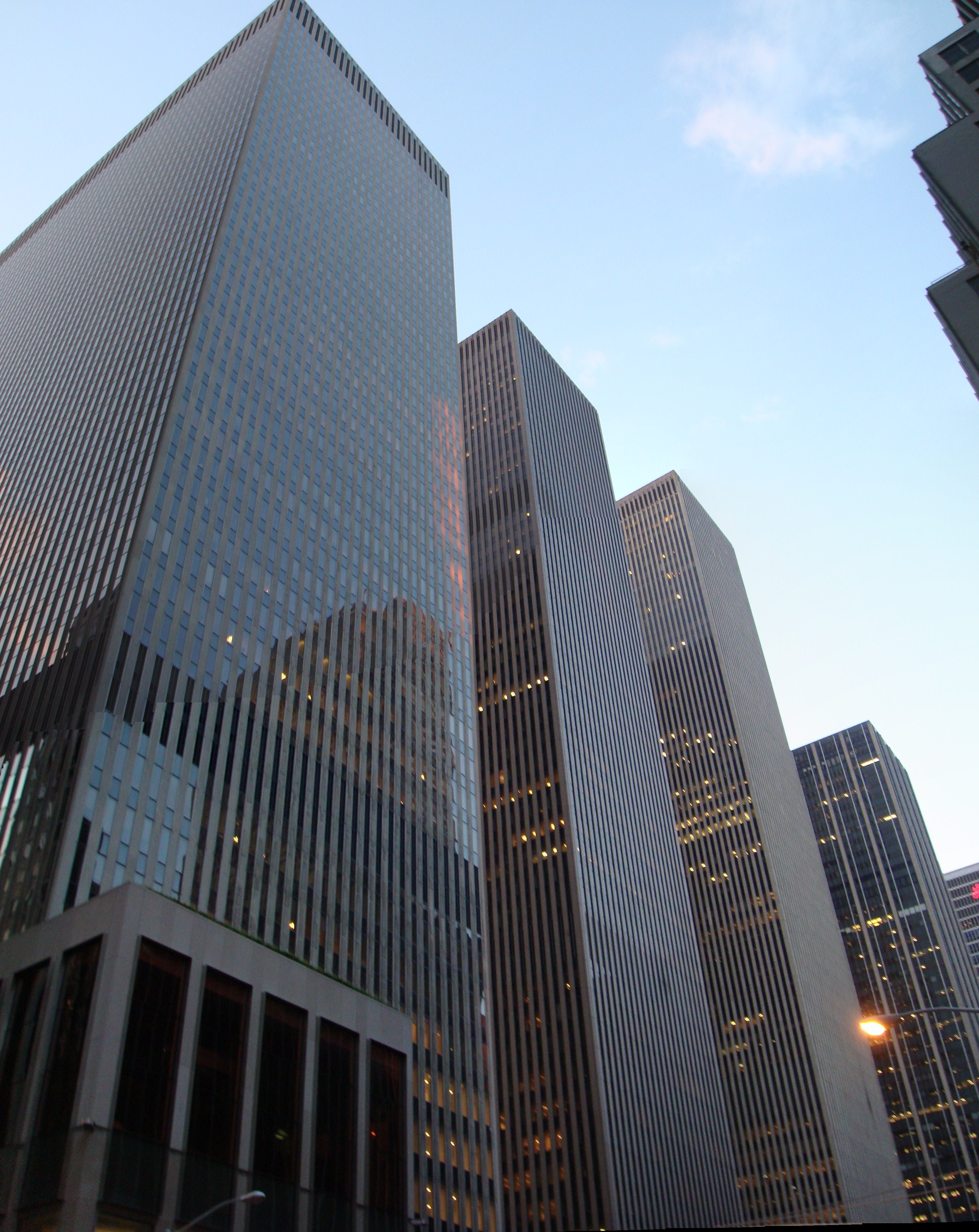
XYZ Buildings, links 1211 Avenue of the Americas
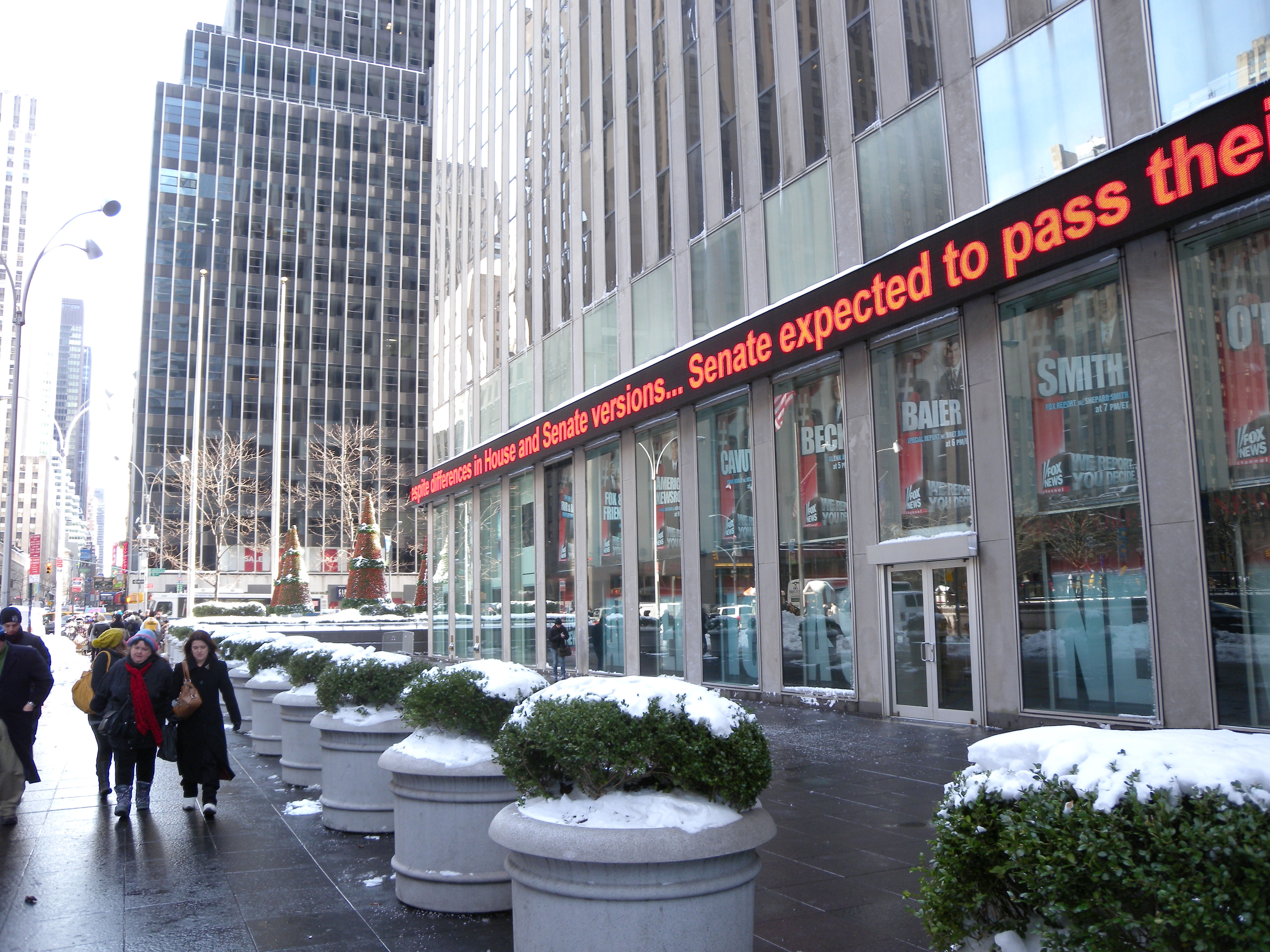
Fox News Channel
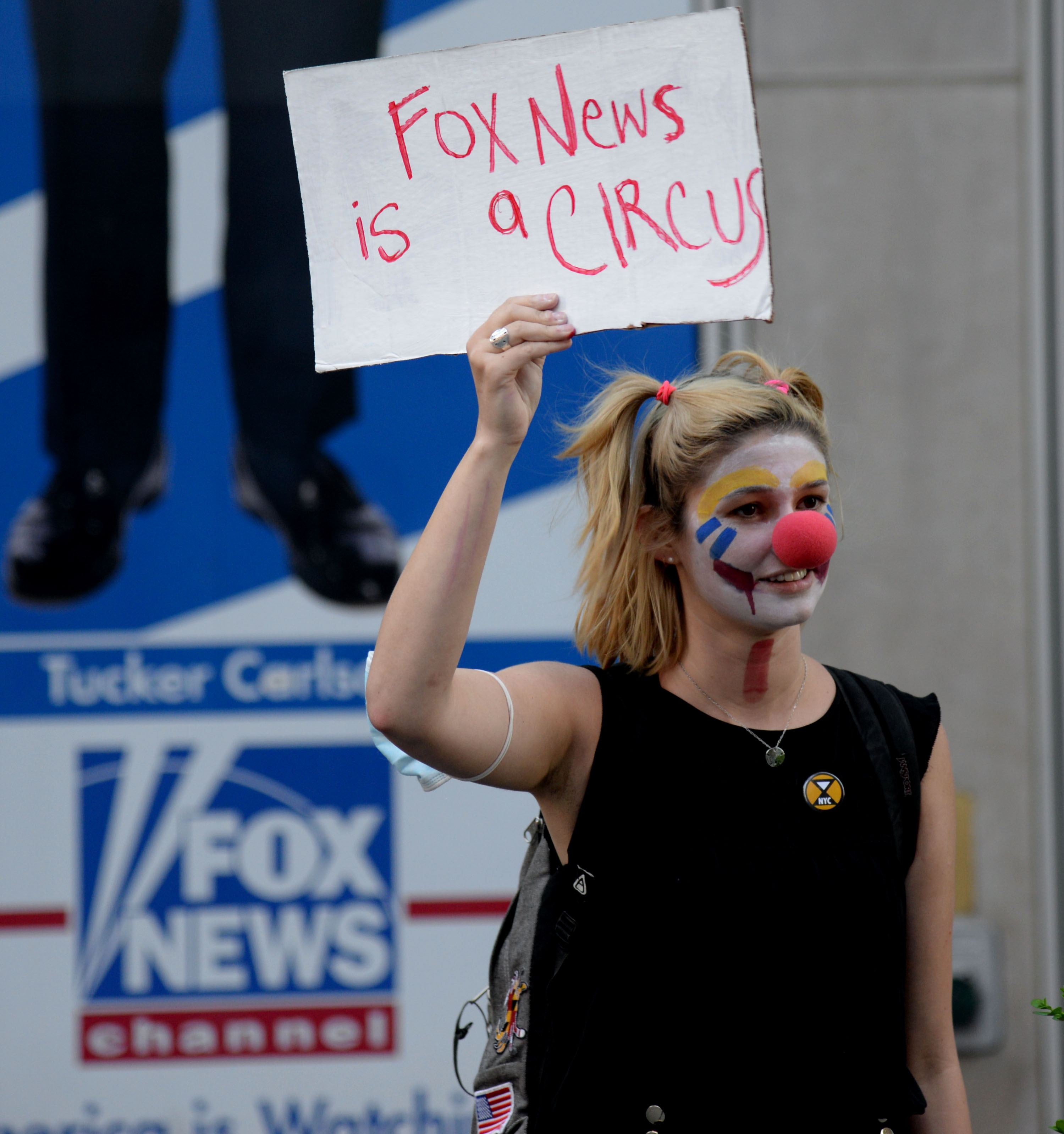
Demonstration gegen Fox News im Juni 2021
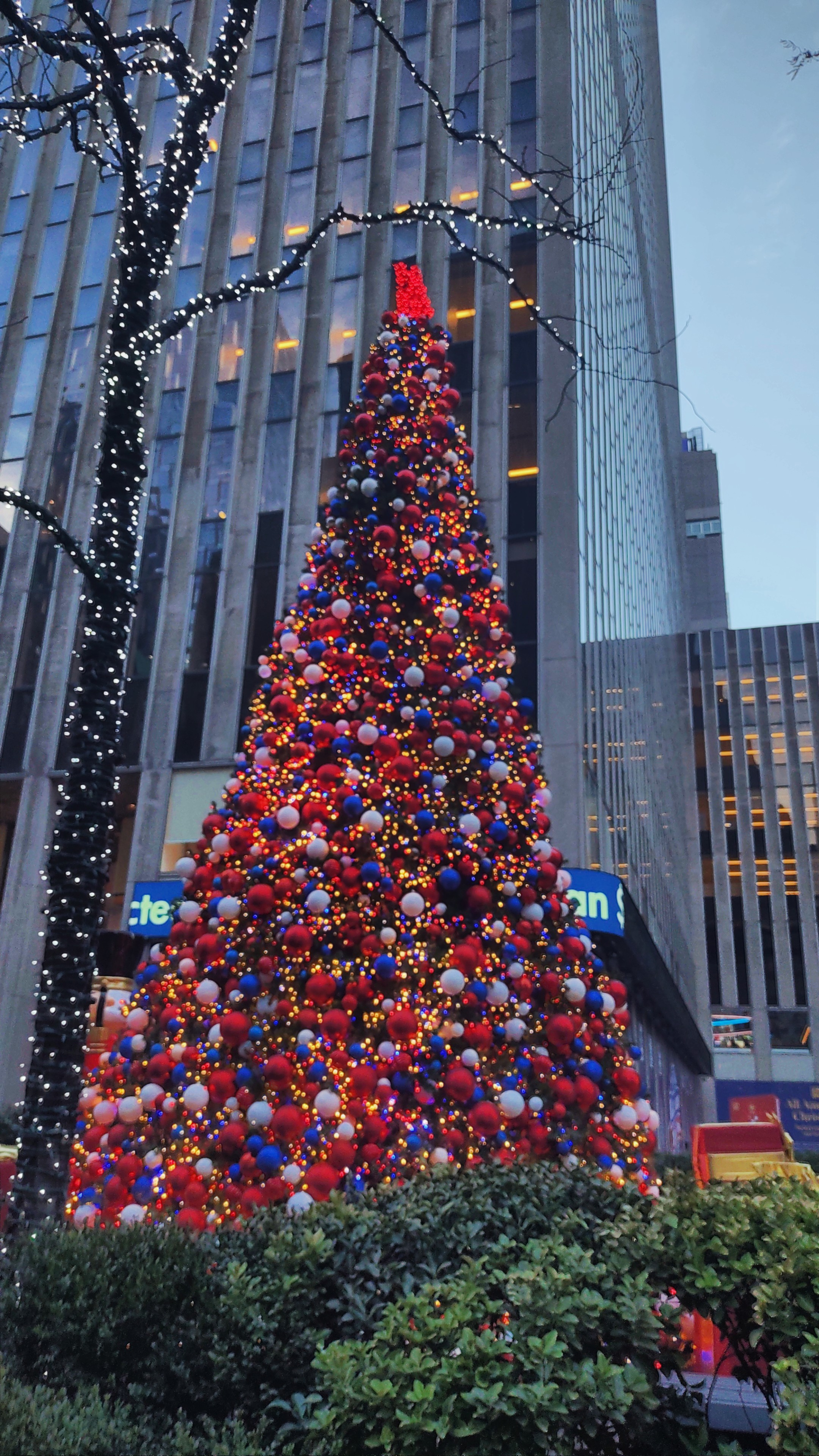
Weihnachtsbaum auf der Fox Plaza